# Vigdis Hårsaker
Vigdis Hårsaker, född 16 juli 1981, är en norsk handbollsspelare. Hon spelade som högernia. 

## Karriär

### Klubblagsspel
Hårsaker spelade först för Sjetne IL, men började spela för grannklubben Byåsen IL1998 . Efter en säsong i franska Toulon Saint-Cyr Var HB var hon Byåsenspelare  till 2003. Övergången från Byåsen till Larvik HK  2003 skapade stora rubriker i tidningarna. Övergångstvisten hamnade till slut i rätten. 2005 vann hon Cupvinnarcupen med Larvik HK.  
Flera profiler i Byåsen gick ut mot Hårsaker, men då hon hade spelat två år i Larvik bestämde hon sig för att gå tillbaka, och hon välkomnades med öppna armar. Detta hände hösten 2005. Två år senare förlorade hon Cupvinnarcupen med laget från hemstaden. 2009hade hon tänkt sluta spel men fortsatte som assisterande spelande tränare ett år till. Skador orsakade  att hon slutade sent på året 2010. 

### Landslagsspel
Hon debuterade tidigt i A-landslaget.. Hon var bara 19 år gammel då hon spelade mot Polen 29 november 2000. Hon gjorde ett mål i debuten.. Sedan den gången har hon spelat 133 landskamper för Norge och gjort 337 mål. Hon var den sist utvalda spelaren till VM i Frankrike 2007 som blev hennes sista mästerskap.